# Pleospora addubitans
Pleospora addubitans är en svampart som först beskrevs av Stirt., och fick sitt nu gällande namn av A.L. Sm. ex Walt. Watson 1948. Pleospora addubitans ingår i släktet Pleospora och familjen Pleosporaceae.   Inga underarter finns listade i Catalogue of Life.